# Vegesacker Werft
Die Vegesacker Werft GmbH in Bremen-Vegesack wurde 1938 als Tochterunternehmen der Werft Bremer Vulkan gegründet und existierte bis 1945. Sie baute u. a. insgesamt 74 U-Boote für die Kriegsmarine.
Nach der Machtergreifung der NSDAP und der im Deutschen Reich beginnenden Aufrüstung von Reichswehr und Reichsmarine (ab 1935 Heer bzw. Kriegsmarine) war bald klar, dass auch der Bremer Vulkan, insbesondere auf Grund seiner Erfahrungen aus dem Ersten Weltkrieg im U-Boot-Bau, von der Kriegsmarine Aufträge für die Herstellung solcher Schiffe erhalten würde. Dies brachte die Werft in gewisse Schwierigkeiten, da sie sich auf ausdrückliche Anordnung des Hauptaktionärs Baron Thyssen ausschließlich mit dem Bau ziviler Schiffe beschäftigen sollte. Dies wurde vom Bremer Vulkan, mit Ausnahme der Kriegsjahre, bis in die 1970er Jahre auch konsequent durchgehalten.
Um diesem Zwiespalt zu entgehen, wurde im August 1938 mit einem Stammkapital von 500.000 RM das Tochterunternehmen Vegesacker Werft GmbH gegründet. Zu den ersten Geschäftsführern wurden drei Vulkan-Vorstandsmitglieder ernannt.
Da eine GmbH im Gegensatz zu einer Aktiengesellschaft ihre Bilanzen nicht zu veröffentlichen braucht, ergab sich dadurch auch eine bessere Geheimhaltung über militärische Projekte.
Für die neu gegründete Werft wurden vom Bremer Vulkan zwei Helgen sowie die notwendigen Gebäude und Gerätschaften zur Verfügung gestellt.
Ende 1939 begann der Bau der ersten vier U-Boote vom Typ VII B (U 73 bis U 76); es folgten Boote vom Typ VII C und Typ VII C/41. Nach Übergabe von U 1279 am 5. Juli 1944 wurden zwei Monate später die Arbeiten an den noch im Bau befindlichen drei Booten U 1280, U 1281 und U 1282 (Bau-Nr. 75, 76 und 77) eingestellt, um freie Kapazitäten für die Fertigung von Sektionen der neuen Typ XXI-Boote zu erhalten.
Mit dem Bau dieser Boote war, neben Blohm & Voss in Hamburg und Schichau in Danzig, auch das Bremer Unternehmen beauftragt. Es sollte 195 Boote im U-Boot-Bunker Valentin in Rekum fertigstellen. Das Kriegsende Anfang Mai 1945 verhinderte dies jedoch.